# حارة بئر الشريف (ذمار)

تعديل مصدري - تعديل

حارة بئر الشريف هي إحدى حارات مدينة ذمار التابعة لمحافظة ذمار، بلغ تعداد سكانها 530 نسمة حسب تعداد اليمن لعام 2004.